# Чахоян Сусанна Валеріївна
Суса́нна Вале́ріївна Чахоя́н (14 травня 1974, Біла Церква) — українська оперна співачка, сопрано, солістка Національної опери України. Заслужена артистка України (2009).

## Життєпис
Сусанна Чахоян народилася у сім'ї музикантів у місті Біла Церква.
Навчалася в Одеській середній спеціальній музичній школі імені Петра Столярського. 1993 року вступила до Одеської національної музичної академії імені А. В. Нежданової, яку закінчила 1997 року у класі фортепіано (клас професора Людмили Гінзбург).
Після закінченні консерваторії молода піаністка переїхала до Києва, де познайомилася із майстром вокального мистецтва, професором Євгенією Мірошниченко, в якої навчалася вокальній техніці та акторській майстерності. 2000 року під її проводом Чахоян закінчила Національну музичну академію у класі сольного співу. Сусанна Чахоян двічі стажувалася за кордоном: як піаністка у Франції та як співачка в Німеччині.
1999 року була запрошена на роль Джульєтти у новій постановці Національної опери України («Ромео та Джульєтта» Ш. Гуно). У наступні роки опанувала низку оперних образів, серед яких Лючія («Лючія ді Ламмермур» Доніцетті), Джільда («Ріголетто» Верді), Мюзетта «Богема» Пуччіні), Паміна («Чарівна флейта» Моцарта), Лейла («Шукачі перлів» Бізе) та ін.
У 2008 році Сусанна Чахоян ініціювала ідею створення «Віденських вечорів» — програми міжнародної культурної співпраці Австрії та України, розробивши концепцію проекту та ставши його артдиректором.
Гастролювала в Італії, Франції, Голландії, Австрії.

## Відзнаки
Сусанна Чахоян є лауреатом V Міжнародного конкурсу вокалістів у Будапешті, присвяченому опері «Ромео і Джульєтта» Ш. Гуно (Угорщина, 2000, друга премія), Міжнародного конкурсу Бельведер у Відні (Австрія, 2004, премія публіки), лауреатом другої премії та спеціального призу за найкраще виконання творів Верді на Міжнародному конкурсі в Алькамо (Італія, 2008). Була постійним гостем фестивалів імені Федора Шаляпіна (Казань), «Зірки планети» (Ялта), «Прем'єри сезону», «Володимир Крайнєв запрошує» та ін.
Нагороджена Золотою медаллю Міністерства культури Вірменії, а також Орденом Святої Варвари.
Лауреатка премії «Жінка ІІІ тисячоліття» в номінації «Рейтинг» (2018)

## Сім'я
Одружена з австрійським бізнесменом Альфредом Праустом, від якого народила сина Даніеля.